# Jeon Hye-bin
Jeon Hye-bin, nota anche con lo pseudonimo di BIN (전혜빈?, 全慧彬?, Chŏn HyebinMR; Namyangju, 27 settembre 1983), è un'attrice sudcoreana.
Ha esordito nel 2002 come cantante nel terzetto delle Luv, la cui carriera si è conclusa l'anno successivo. Dopo aver pubblicato un album solista nel 2005, Jeon si è dedicata interamente alla recitazione.

## Discografia
Album
- 2005 – In My Fantasy

Singoli
- 2003 – Love Somebody

## Filmografia

### Cinema
- Ryeong (령?), regia di Kim Tae-kyung (2004)
- Mungjeonggi 2 (몽정기 2?), regia di Jung Cho-sin (2005)
- Uri yeon-ae-ui iryeok (우리 연애의 이력?), regia di Jo Seung-eun (2016)
- Luck Key (럭키?), regia di Lee Gae-byok (2016)
- In-eojeonseol (인어전설?), regia di Oh Myul (2018)
- Him-euyl nae-yo, Mr. Lee (힘을 내요, 미스터 리?), regia di Lee Gye-byuk (2019)
- Jeokdo shopping diary (죽도 서핑 다이어리?), regia di Lee Hyun-seung (2020)

### Televisione
- Nonstop 3 (논스톱 3?) – serie TV (2002)
- Nae insaeng-ui kongkkaji (내 인생의 콩깍지?) – serie TV (2003)
- Sang-doo-ya, hakgyo gaja! (상두야, 학교가자?) – serie TV (2003)
- Miracle (미러클?) – serie TV (2004)
- Daseotgae-ui byeol (다섯개의 별?) – serie TV (2004)
- Drama City (드라마시티?) – serie TV (2004, 2006)
- Only You (온리유?) – serie TV (2005)
- Manyeo Yu-hui (마녀유희?) – serie TV (2007)
- Wanggwa na (왕과 나?) – serie TV (2007-2008)
- Sin-ui jeo-ul (신의 저울?) – serie TV (2008)
- Nan nege banhaess-eo (난 네게 반했어?) – serie TV (2008) – cameo
- Gyeolhon mothaneun namja (결혼 못하는 남자?) – serie TV, episodi 3, 6-8 (2009) – cameo
- Drama Special (드라마 스페셜?) – serie TV (2010, 2014)
- Yacha (야차?) – serie TV (2010-2011)
- Nae sarang nae gyeot-e (내사랑 내곁에?) – serie TV (2011)
- Insu daebi (인수대비?) – serie TV (2011-2012)
- Jikjang-ui sin (직장의 신?) – serie TV (2013)
- Joseon chongjab-i (조선 총잡이?) – serie TV (2014)
- Healer (힐러?) – serie TV, episodio 20 (2014-2015) – cameo
- L'altra! Oh Hae-young (또! 오해영?) – serie TV (2016)
- Kaeri-eoreul kkeuneun yeoja (캐리어를 끄는 여자?) – serie TV (2016)
- Jojak (조작?) – serie TV (2017)
- Life on Mars (라이프 온 마스?) – serie TV (2018)
- Beauty Inside (뷰티 인사이드?) – serie TV, episodio 16 (2018) – cameo
- Waegeurae Pungsangssi (왜그래 풍상씨?) – serie TV (2019)
- Leverage: Sagijojakdan (레버리지: 사기조작단?) – serie TV (2019)
- Oh My Baby (오 마이 베이비?) – serie TV, episodio 7 (2020) – cameo
- Okay gwangjamae (오케이 광자매?) – serie TV (2021)
- Kiss Sixth Sense (키스 식스 센스?) – serie TV (2022)
- Naneun don-gaseuga sirh-eo-yo (나는 돈가스가 싫어요?) – serie TV (2024)